# Aspila spectanda
Aspila spectanda är en fjärilsart som beskrevs av John Kern Strecker 1875. Aspila spectanda ingår i släktet Aspila och familjen nattflyn. Inga underarter finns listade i Catalogue of Life.